# Робин Госенс
Робин Еверардус Госенс (Емерих на Рајни, 5. јула 1994) немачки је фудбалер холандскога порекла који тренутно наступа за Фиорентину и репрезентацију Немачке.

## Репрезентативна статистика
Ажурирано 12. септембра 2023.
| Немачка | Немачка | Немачка |
| Године  | Наступа | Голова  |
| ------- | ------- | ------- |
| 2020.   | 4       | 0       |
| 2021.   | 9       | 2       |
| 2022.   | 1       | 0       |
| 2023.   | 4       | 0       |
| Укупно  | 18      | 2       |

### Голови за репрезентацију
| #  | Датум         | Место                        | Противник   | Гол   | Резултат | Такмичење                |
| -- | ------------- | ---------------------------- | ----------- | ----- | -------- | ------------------------ |
| 1. | 7. јун 2021.  | Меркур Шпил-Арена, Диселдорф | Летонија    | 1 : 0 | 7 : 1    | Пријатељска              |
| 2. | 19. јун 2021. | Алијанц арена, Минхен        | Португалија | 4 : 1 | 4 : 2    | Европско првенство 2020. |

## Трофеји, награде и признања

### Интер
- Куп Италије (2) : 2021/22, 2022/23.
- Суперкуп Италије (1) : 2022.
- Лига шампиона : финале 2022/23.

### Појединачна признања
- Тим сезоне у Серији А : 2019/20.[10]